# Basilisk
Basilisk (jap. バジリスク〜甲賀忍法帖〜 Bajirisuku: Kōga ninpō chō) – manga autorstwa Masakiego Segawy, publikowana na łamach magazynu „Young Magazine Uppers” wydawnictwa Kōdansha w latach 2003–2004. Jest oparta na powieści Kōga ninpō chō z 1958 roku autorstwa Fūtarō Yamady, na podstawie której powstał również film live action z 2005 roku.
W oparciu o mangę studio Gonzo wyprodukowało 24-ocinkowy serial anime, który był emitowany od kwietnia do września 2005.
W 2004 roku seria zdobyła nagrodę Kōdansha Manga w kategorii ogólnej.

## Fabuła
Historia toczy się w roku 1614. Iga Tsubagakure oraz Kōga Manjidani to dwa od lat zwaśnione ze sobą klany ninja. Były szogun Tokugawa Ieyasu, nie mogąc zdecydować, który z jego wnuków powinien objąć w przyszłości tron, starszy Takechiyo popierany przez Igę, czy też młodszy Kunichiyo wspierany przez Kōgę, idzie za radą kapłana i organizuje turniej, w którym każdy z klanów wystawia dziesięciu reprezentantów do walki na śmierć i życie. Przywódcy frakcji z radością akceptują walkę, nie musząc dłużej przestrzegać rozejmu, do którego zawarcia zmusił ich Hattori Hanzō. Szogun zapisuje na dwóch identycznych zwojach imiona wybranych przez nich wojowników, które po śmierci zostaną skreślone krwią. Klan, który zabije wybraną dziesiątkę drugiego, otrzyma tysiąc lat chwały, zaś wnuk, którego reprezentują, zostanie ogłoszony kolejnym spadkobiercą szogunatu. 

## Bohaterowie

### Ninja z klanu Kōga
- Gennosuke Kōga (jap. 甲賀 弦之介 Kōga Gennosuke)

Seiyū: Kōsuke Toriumi 
- Kagerō (jap. 陽炎)

Seiyū: Risa Hayamizu 
- Kisaragi Saemon (jap. 如月 左衛門)

Seiyū: Yōji Ueda 
- Muroga Hyōma (jap. 室賀 豹馬)

Seiyū: Yasushi Miyabayashi 
- Kasumi Gyōbu (jap. 霞 刑部)

Seiyū: Katsuhiro Kitagawa 
- Okoi (jap. お胡夷)

Seiyū: Haruka Kimura 
- Udono Jōsuke (jap. 鵜殿 丈助)

Seiyū: Katsui Taira 
- Jimushi Jubei (jap. 地虫 十兵衛)

Seiyū: Atsushi Imaruoka 
- Kazamachi Shōgen (jap. 風待 将監)

Seiyū: Ryusaku Chidiwa 
- Danjō Kōga (jap. 甲賀 弾正 Kōga Danjō)

Seiyū: Kiyoshi Kobayashi 

### Ninja z klanu Iga
- Oboro (jap. 朧)

Seiyū: Nana Mizuki 
- Yakushiji Tenzen (jap. 薬師寺 天膳)

Seiyū: Shō Hayami 
- Akeginu (jap. 朱絹)

Seiyū: Misa Watanabe 
- Chikuma Koshirō (jap. 筑摩 小四郎)

Seiyū: Wataru Hatano 
- Amayo Jingorō (jap. 雨夜 陣五郎)

Seiyū: Ken Uo 
- Hotarubi (jap. 蛍火)

Seiyū: Miyuki Sawashiro 
- Mino Nenki (jap. 蓑 念鬼)

Seiyū: Kenji Utsumi 
- Azuki Rōsai (jap. 小豆 蠟斎)

Seiyū: Takeshi Aono 
- Yashamaru (jap. 夜叉丸)

Seiyū: Naoki Yanagi 
- Ogen (jap. お幻)

Seiyū: Hisako Kyōda 

### Inni
- Tokugawa Ieyasu (jap. 徳川 家康)

Seiyū: Tōru Ōhira 
- Yagyū Munenori (jap. 柳生 宗矩)

Seiyū: Norio Wakamoto 
- Hattori Hanzō (jap. 服部 半蔵)

Seiyū: Fumihiko Tachiki 

## Manga
Seria ukazywała się w magazynie „Young Magazine Uppers” od 4 lutego 2003 do 15 czerwca 2004. Została również opublikowana w pięciu tankōbonach, wydanych między 30 kwietnia 2003 a 7 sierpnia 2004 nakładem wydawnictwa Kōdansha.
W Polsce manga została wydana nakładem wydawnictwa Japonica Polonica Fantastica w wersji kolekcjonerskiej.
| Nr | Data wydania (język japoński) | ISBN (język japoński)  |
| -- | ----------------------------- | ---------------------- |
| 1  | 30 kwietnia 2003              | ISBN 978-4-06-346197-8 |
| 2  | 13 września 2003              | ISBN 978-4-06-346212-8 |
| 3  | 18 stycznia 2004              | ISBN 978-4-06-346233-3 |
| 4  | 8 kwietnia 2004               | ISBN 978-4-06-346238-8 |
| 5  | 7 sierpnia 2004               | ISBN 978-4-06-346246-3 |

Sequel mangi, zatytułowany Basilisk: Ōka ninpō chō, ukazywał się w magazynie „Shūkan Young Magazine” wydawnictwa Kōdansha od 24 lipca 2017 do 8 kwietnia 2019. Seria ta oparta jest na podstawie powieści z 2015 roku autorstwa Masakiego Yamady. Pierwszy tom tankōbon został wydany 6 listopada 2017, natomiast ostatni 6 czerwca 2019.
| Nr | Data wydania (język japoński) | ISBN (język japoński)  |
| -- | ----------------------------- | ---------------------- |
| 1  | 6 listopada 2017              | ISBN 978-4-06-510356-2 |
| 2  | 6 lutego 2018                 | ISBN 978-4-06-510892-5 |
| 3  | 7 maja 2018                   | ISBN 978-4-06-511454-4 |
| 4  | 6 sierpnia 2018               | ISBN 978-4-06-512438-3 |
| 5  | 6 listopada 2018              | ISBN 978-4-06-513561-7 |
| 6  | 6 marca 2019                  | ISBN 978-4-06-514564-7 |
| 7  | 6 czerwca 2019                | ISBN 978-4-06-516131-9 |

## Anime
Na podstawie mangi powstał telewizyjny 24-odcinkowy telewizyjny serial anime wyprodukowany przez studio Gonzo, który był emitowany od 12 kwietnia do 20 września 2005.
Drugi sezon, zatytułowany Basilisk: Ōka ninpō chō, został wyprodukowany przez studio Seven Arcs Pictures i wyreżyserowany przez Junjiego Nishimurę. Scenariusz napisał Shinsuke Ōnishi, postacie zaprojektował Takao Maki, muzykę zaś skomponował Gō Sakabe. Seria była emitowana od 8 stycznia do 18 czerwca 2018 w stacjach Tokyo MX, TVK, Sun TV, KBS Kyoto, BS11 i AT-X.